# Jan Alda
Alexandr Hořejší, známý pod pseudonymem Jan Alda (26. února 1901 Praha – 30. října 1970 Praha), byl český básník, překladatel a novinář, jeho bratrem byl taktéž básník a překladatel Jindřich Hořejší.

## Život
Narodil se v roce 1901 v rodině dělníka. Jeho bratry byli básník a překladatel Jindřich Hořejší a kulturní pracovník a překladatel Josef Hořejší. Vyrůstal na Smíchově a na Malé Straně v Praze. V jeho devíti letech se jeho rodina přestěhovala do vesnice Řeřichy poblíž Rakovníka, kde Alda později studoval na reálce. V roce 1916 začal publikovat v regionálním tisku Rakovnicka. Počátkem 20. let začal přispívat do mnoha periodik, a to ať básněmi, tak fejetony, epigramy, kurzivkami ale i prózami. Nejčastěji do Rudého práva, Práva lidu, Národního osvobození, Činu nebo Lidových novin. Odmaturoval roku 1920 a stal se učitelem na Slovensku. O dva roky později však onemocněl, kvůli čemuž se navrátil do Prahy. Tam se živil psaním básní a překládáním. Udržoval zde kontakt s levicově orientovanými umělci – Josefem Horou, Jiřím Wolkrem, Stanislavem Kostkou Neumannem, Jaroslavem Seifertem a jinými. V roce 1926 externě maturoval na učitelském ústavu a vyučoval na vesnicích na Podbořansku.
Po obsazení pohraničních Sudet, v nichž se nacházely i Podbořany, odešel do Prahy, kde až do roku 1952 vyučoval. Po válce přispíval zejména do Práva lidu, Literárních novin a Plamene. Tehdy se zároveň věnoval překládání z francouzštiny, němčiny, angličtiny, čínštiny, gruzínštiny a běloruštiny. Jeho překlady vycházely hlavně časopisecky. Mezi lety 1945 a 1946 zároveň působil ve Výzkumném ústavu pedagogickém. V rozmezí let 1945–1948 byl redaktorem dětské přílohy časopisu Národní obrození a mezi lety 1948 a 1952 redigoval zase pionýrskou přílohu Lidových novin. Od roku 1952 do roku 1956 působil jako vedoucí redaktor Státního nakladatelství dětské knihy. Od roku 1952 zastával funkci tajemníka sekce dětské literatury ve Svazu československých spisovatelů. Po roce 1956 se zabýval pouze literární činností.
Pseudonymum Jan Alda vzniklo spojením biřmovacího jména a zkomoleniny jeho křestního jména Alexandr, jíž ho v dětství oslovovali rodiče. Publikoval pod ní od roku 1922. Někdy rovněž užíval šifer AJH, A. J. H., A. J., J. A. Do časopisu Sršatec psal epigramy pod pseudonymy Saša a Istvan Körtmeny.

## Dílo
Alda knižně debutoval sbírkou veršů Na promenádě v roce 1926, která rozvíjela důvěrné místo proletářské poezie. Byla charakteristická lítostí k lidské bídě a sociálnímu bezpráví. Dále se vyznačovala příslušností lyrického subjektu k chudým, což však Alda ve své poezii nijak nedramatizoval. Jeho básně sestávají z prosté písňové formy a nemnoho komplikované obraznosti. Emocionalita těchto básní vychází ze smutku, stesku, melancholie, nenaplnění i senzuální milostný vznět. Svou sbírku Od noci k ránu Alda doplnil o neproměnlivou atmosféru svých básní, ale také o pesimistickou hýřivou stylizaci, aniž by byla negativní cynickou provokací vůči konzervativní morálce. I tyto Aldovy básně si jako svůj podstatným znakem však udržely tlumenost. Mnohde na nich je zároveň zřejmý vliv francouzského básníka Jehana Rictuse. Povzbuzením autorovi jsou jak milostné schůze, tak drobné každodenní radosti, především pak pocity z přírody, jež je podtržena jako místo úniku a útočiště žebráků, a to zejména ve sbírce Žalář smíchu.
Své dojmy z obsazení Sudet v roce 1938 Alda zakomponoval do své sbírky Duha nad Námi, které zároveň smísil s věnovanými básněmi a básněmi příležitostnými, v nichž se občas objevuje nádech oslavování socialistické budoucnosti. Prosté motivy se v jeho tvorbě vrací ve sbírce Alespoň chvíli. Tvarově se jeho básně vzepjaly v knize V poledním slunci. Tam volný verš překlenuje rýmové a rytmické stereotypy. Impresivní výraz v těchto verších dokazuje obrození smyslů a zautentičnění prožitků. Ačkoli s tato poezie v podstatě skládá z různých náčrtků, momentek, nálad a podobně, postrádá obecnější reflexi.
Alda se zabýval také dětskou literaturou, do níž zahrnoval budovatelské didaktické říkanky. Popularita získaly především jeho epická zveršování klasických pohádek. V druhé polovině 60. let napsal čtyřdílnou sérii o cestovatelských dobrodružstvích strýce, chlapce a psa.

### Poezie
- Na promenádě (1926)
- Od noci k ránu (1929)
- Žalář smíchu (1933)
- Vítr (1941)
- Duha nad námi (1952)
- Básně (1956)
- Alespoň chvíli (1960)
- Má cesta (1961) – výbor z veršů
- V poledním slunci (1967)

### Knihy pro děti
- Sůl nad zlato (1945)
- Jak stařeček měnil až vyměnil (1955)
- Zlatou Prahou stověžatou (1956)
- Věrní přátelé (1964)
- O Cvalíku, Alíku a strýci, jak s lodičkou pluli po Lužnici (1969)
- Jak vyjeli autíčkem Cvalík, Alík se strýčkem (1969)
- Cvalík, Alík, strýc letí moři vstříc (1970)
- Jak balónem vylétá s Cvalíkem strýc do světa (1971)